# Papeari
Papeari es una comuna asociada de la comuna francesa de Teva I Uta que está situada en la subdivisión de Islas de Barlovento, de la colectividad de ultramar de Polinesia Francesa.

## Composición
La comuna asociada de Papeari comprende una fracción de la isla de Tahití.

## Demografía
| Gráfica de evolución demográfica de Papeari entre 1977 y 2012 |
|                                                               |

Fuente: Insee